# Lost Continent (film din 1951)
Continentul pierdut (1951) (titlu original Lost Continent) este un film științifico-fantastic regizat de Sam Newfield și produs de fratele său, Sigmund Neufeld. În film interpretează Cesar Romero și Hillary Brooke. Acest film cu un buget redus a fost realizat în  unsprezece zile. Scenariul filmului seamănă izbitor cu romanul lui Arthur Conan Doyle, O lume dispărută.

## Distribuția
- Cesar Romero (Major Joe Nolan)
- Hillary Brooke (Marla Stevens)
- Chick Chandler (locotenent Danny Wilson)
- John Hoyt (Michael Rostov)
- Acquanetta (fata băștinașă)
- Sid Melton (sergent  William Tatlow)
- Whit Bissell (Stanley Briggs)
- Hugh Beaumont (Robert Phillips)
- Murray Alper (sergent de poliție)